# University of Northern Philippines
Die University of Northern Philippines (UNP) (Filipino: Pamantasan ng Hilagang Pilipinas) befindet sich in der Provinz Ilocos Sur auf den Philippinen. Sie ist eine staatliche Universität und gilt als eine bedeutende Bildungseinrichtung in der Verwaltungsregion der Ilocos-Region. Der Hauptcampus der Universität befindet sich am Quirino Boulevard in Vigan City. Sie hat drei Satellitencampuse in Sinait, Santo Domingo und Santa Maria.

## Fakultäten
Die University of Northern Philippines beherbergt vierzehn verschiedene Fakultäten, diese sind in Hochschul- und Fachschulbereiche, sowie in der Berufsausbildung in Colleges gegliedert. Dieses sind die Graduate School, College of Law,  College of Architecture, College of Engineering, College of Arts and Sciences, College of Business Administration and Accountancy,  College of Communication and Information Technology, College of College Criminal Justice and Social Work, College of Fine Arts, College of Health Sciences, College of Nursing, College of Teacher Education und das College of Technology. Weiterhin verfügt die Universität über das Upland Research and Development Center (Sinait), Environmental Research and Training Center (Sto. Domingo) und das Marine Research and Development Center (Santa Maria).

## Geschichte
Die Geschichte der Universität begann 1906 mit der Eröffnung der Vigan High School. 1910 wurde davon die Vigan Trade School separiert. 1931 wurde die Schule in ihrem Status erhöht, so dass die Ilocos Sur Trade School eröffnet werden konnte. 1951 wurde die Schule umgewandelt in die Northern Luzon School of Arts and Trades und 1965 wurde ihr der Titel einer Universität verliehen. Grundlage hierfür war das Republikgesetz 4449. 1989 wurde das Candon Community College in die Organisationsstruktur integriert, jedoch 2010 wieder separiert.   